# Kristina Björnsdotter
Kristina Björnsdotter, född på 1120-talet, död cirka 1170, var en svensk drottning 1156–1160, som var gift med kung Erik den helige.

## Biografi
Kristina var dotter till prins Björn Haraldsson Järnsida av Danmark och prinsessan Katarina Ingesdotter av Sverige. Hon blev gift med Erik den helige och fick med honom fick hon barnen Knut, som blev svensk kung 1167 och Margareta, som blev drottning av Norge. 
Kristina är omtalad i Knytlingasagan från mitten av 1200-talet och en genealogi av Abboten Vilhelm, död 1203. I svenska källor från 1300-talet förekommer i stället de troligen felaktiga uppgifterna att hon var dotter till Inge den yngre.
Kristina är mest känd för sin konflikt om markägande med Varnhems kloster, för vilken påven ville få henne bannlyst. Drottning Kristina gjorde anspråk på Varnhem som sitt arv, efter Fru Sigrid, som donerade den mark som Varnhem kloster grundades på. Kristina ska ha trakasserat munkarna så i den milda grad att munkarna valde att flytta till Danmark och där 1158 skapa Vitskøl kloster.
Kristina ska vid mordet på maken ha flytt med sonen, troligen till Danmark.

### Barn
1. Knut, kung av Sverige 1167–1196.
2. Filip
3. Katarina, gift med Nils Blaka.
4. Margareta, gift med kung Sverre Sigurdsson av Norge.